# ۲۴۹ (میلادی)
۲۴۹ (میلادی) دویست و چهل و نهمین سال تقویم میلادی است.

## رویدادها
- دسیوس (دقیانوس) از سوی سپاهیانش به امپراتوری برگزیده می‌شود و موفق می‌شود فیلیپ عرب را در نبردی در ورونا شکست داده و بکشد.
- دسیوس رسماً امپراتور روم می‌شود.
- دسیوس آزار و اذیت مسیحیان را آغاز می‌کند.

## درگذشتگان
- فیلیپ عرب، امپراتور روم

‎